# Saint-Avit-Saint-Nazaire
Saint-Avit-Saint-Nazaire – miejscowość i gmina we Francji, w regionie Nowa Akwitania, w departamencie Żyronda. Nazwa miejscowości pochodzi od imienia św. Awita.
Według danych na rok 1990 gminę zamieszkiwało 1278 osób, a gęstość zaludnienia wynosiła 69 osób/km² (wśród 2290 gmin Akwitanii Saint-Avit-Saint-Nazaire plasuje się na 339. miejscu pod względem liczby ludności, natomiast pod względem powierzchni na miejscu 594.).